# Karlheinz Ingenkamp
Karlheinz Ingenkamp (* 20. Dezember 1925 in Berlin; † 25. März 2015) war ein deutscher Pädagoge und Schriftsteller.

## Ausbildung und Berufstätigkeit in Berlin
Nach seiner Ausbildung zum Volksschullehrer studierte Karlheinz Ingenkamp ab 1947 an der Humboldt-Universität zu Berlin sowie der  Freien Universität Berlin Geschichte, Deutsch, Pädagogik, Psychologie und Philosophie und beendete es mit dem Staatsexamen für das höhere Lehramt. In den folgenden Jahren (1952 bis 1965) unterrichtete er an Mittelschulen und Gymnasien in Berlin und absolvierte das Studium der Psychologie mit der Diplom-Prüfung (1956). Er gründete und leitete den Schulpsychologischen Dienst in Berlin-Tempelhof (1957 bis 1964). 1961 wurde er an der  Freien Universität Berlin zum Doktor der Philosophie promoviert. Ab 1965 leitete er die neu gegründete Abteilung Pädagogische Psychologie am Pädagogischen Zentrum (PZ) in Berlin. Bis er sich im Jahre 1968 im Fach Erziehungswissenschaft habilitierte, war Ingenkamp zunächst als Lehrbeauftragter und dann als Privatdozent an der FU Berlin tätig.

## Wechsel nach Landau/Pfalz
Die Berufung als Professor für Pädagogik an die Abteilung Landau der früheren Erziehungswissenschaftlichen Hochschule Rheinland-Pfalz (seit 1990: Universität Koblenz-Landau) erfolgte 1971. Dort gründete er die Arbeitsgruppe für empirische pädagogische Forschung, aus der bald darauf das heutige Zentrum für Empirische Pädagogische Forschung (zepf) hervorgegangen ist. Er lebte zu dieser Zeit in Leinsweiler.

## Verbandstätigkeiten
Ingenkamp war Leiter der Sektion Schulpsychologie im Berufsverband Deutscher Psychologen und Mitglied des Unterausschusses der Bildungskommission des Deutschen Bildungsrates „Begabung, Begabungsförderung und Begabungsauslese“. Ferner war er Mitglied im Vorstand und in der Forschungskommission der Deutschen Gesellschaft für Erziehungswissenschaft, Ständiger Sachverständiger in der Studienreformkommission für Pädagogik/Sozialpädagogik / Sozialarbeit, Mitglied der Unterkommission Datenschutz der Senatskommission der Deutschen Forschungsgemeinschaft und Mitglied der Assessment Seminar Group in London.

## Tätigkeit als Romanautor
Nach seiner Emeritierung 1991 verfasste er auch (unter dem Pseudonym Frank Adam) historische Seekriegs-Romane.

## Veröffentlichungen (Auswahl)
- Die Fragwürdigkeit der Zensurengebung. Beltz, 1971. (ab 1989: ISBN 3-407-25118-1) (Klassiker, bis heute 9 Auflagen)
- mit Urban Lissmann: Lehrbuch der Pädagogischen Diagnostik. 6. Auflage. Beltz, 2008, ISBN 978-3-407-25503-7.
- mit Hermann Laux: Pädagogische Diagnostik in Deutschland 1885–1932. Band 1. Dt. Studienverlag, 1990, ISBN 3-89271-225-5, sowie Pädagogische Diagnostik im Nationalsozialismus 1932–1945. Band 2, Dt. Studienverlag, 1990, ISBN 3-89271-226-3.

## Werke unter dem Pseudonym Frank Adam
1. Reihe: Die Abenteuer des David Winter
- Band 1: Der junge Seewolf – Die Abenteuer des Seekadetten David Winter in Admiral Nelsons Flotte. Bastei Lübbe, Bergisch Gladbach 1992, ISBN 3-404-13370-6.
- Band 2: Die Bucht der sterbenden Schiffe – David Winters Seekämpfe im amerikanischen Unabhängigkeitskrieg. Bastei Lübbe, Bergisch Gladbach 1994, ISBN 3-404-13522-9.
- Band 3: Segel in Flammen – Die neuen Abenteuer des jungen Seewolfs David Winter. Bastei Lübbe, Bergisch Gladbach 1995, ISBN 3-404-13663-2.
- Band 4: Die Bombay-Marine – David Winters Abenteuer im Indischen Ozean. Bastei Lübbe, Bergisch Gladbach 1996, ISBN 3-404-13785-X.
- Band 5: Der Kapitän der Zarin – David Winters Abenteuer im russisch-schwedischen Krieg. Bastei Lübbe, Bergisch Gladbach 1997, ISBN 3-404-13892-9.
- Band 6: Verrat an Frankreichs Küsten. Bastei Lübbe, Bergisch Gladbach 1998, ISBN 3-404-13974-7.
- Band 7: Der König von Haiti – David Winters Abenteuer während der Sklavenaufstände in der Karibik, Bastei-Lübbe, Bergisch Gladbach 1999, ISBN 3-404-14215-2.
- Band 8: Der Kampf um die sieben Inseln – David Winters Abenteuer bei der Gründung der Ionischen Republik. Bastei Lübbe, Bergisch Gladbach 2000, ISBN 3-404-14369-8.
- Band 9: Eine Brigg zwischen Krieg und Frieden – David Winters Abenteuer von der Seeschlacht bei Algericas bis zum Krieg gegen Napoleon. Bastei Lübbe, Bergisch Gladbach 2001, ISBN 3-404-14586-0.
- Band 10: Kampf an Preußens Küste – David Winters Abenteuer während des preußisch-französischen Krieges 1806–1807. Bastei Lübbe, Bergisch Gladbach 2002, ISBN 3-404-14735-9.
- Band 11: Die Eroberung der Karibik – David Winters Abenteuer als Flottenkommandant vor Martinique und Guadeloupe. Bastei Lübbe, Bergisch Gladbach 2003, ISBN 3-404-14949-1.
- Band 12: Die Guerillas und der Admiral – Sir David Winters Abenteuer bei der Eroberung der iberischen Halbinsel. Bastei Lübbe, Bergisch Gladbach 2004, ISBN 3-404-15181-X.
- Band 13: Kanonendonner über der Adria – Sir David Winters Erlebnisse bei der Befreiung der Inseln und Häfen in Dalmatien und Istrien. Bastei Lübbe 2005, ISBN 3-404-15346-4.
- Band 14: Sieg und Frieden – Letzter Band. Bastei Lübbe, 2006, ISBN 3-404-15522-X.

2. Zweite Reihe: Sven Larssons Abenteuer im amerikanischen Unabhängigkeitskrieg
- Band 1: Rebell unter Segeln. Bastei-Lübbe, Bergisch Gladbach 2008, ISBN 978-3-404-15690-0.
- Band 2: Unter der Flagge der Freiheit. Bastei-Lübbe, Bergisch Gladbach 2008, ISBN 978-3-404-15869-0.
- Band 3: Kurs auf Sieg. Bastei-Lübbe, Bergisch Gladbach 2009, ISBN 978-3-404-16283-3.
- Band 4: Auf zu neuen Horizonten. Bastei-Lübbe, Bergisch Gladbach 2011, ISBN 978-3-404-16587-2.

3. Weitere Titel
- Frank Adam: Hornblower, Bolitho & Co. Krieg unter Segeln in Roman und Geschichte. Ullstein-TB, Berlin 1987, ISBN 3-548-20754-5.
- Frank Adam: Herrscherin der Meere. Die Britische Flotte zu Zeit Nelsons. Koehlers Verlagsgesellschaft, Hamburg 1998, ISBN 3-7822-0736-X.
- Frank Adam: Desaster am Strand. Die britischen amphibischen Unternehmungen an der Kanalküste während des Ersten Koalitionskrieges 1793–1798. In: Deutsches Schiffahrtsarchiv 20. Ernst Kabel Verlag, Hamburg 1998, ISBN 3-8225-0479-3, S. 241–260.
- Frank Adam: Abukir 1798. Nelsons Sieg am Nil. In: Deutsches Schiffahrtsarchiv 21. Carlsen Verlag/Die Hanse, Hamburg 1999, ISBN 3-551-088507-9, S. 139–156.